# 매치박스 트웬티
매치박스 트웬티(Matchbox Twenty)는 1995년 플로리다주 올랜도에서 결성된 미국의 록 밴드이다. 4장의 정규 음반을 발매하였으며, 전 세계적으로 3900만 장 이상의 판매고를 올렸다.

## 역사
타비타스 시크릿에서 활동하던 롭 토머스, 브라이언 예일, 폴 도체트는 밴드가 해체된 후 카일 쿡, 애덤 게이너와 함께 매치박스 트웬티를 결성하였다.
1996년에 데뷔 음반 《Yourself or Someone Like You》를 발매하였다. 이 음반은 상당한 성공을 거두면서 현재까지 미국에서만 1200만 장 이상의 판매고를 올렸으며, 다이아몬드 인증을 받았다.
2000년에는 밴드의 이름을 "매치박스 20(Matchbox 20)"에서 "매치박스 트웬티(Matchbox Twenty)"로 바꾸고, 두 번째 음반 《Mad Season》을 발매하였다.
2002년 발매된 세 번째 정규 음반 《More Than You Think You Are》도 많은 히트 싱글을 내며 선전하였다.
2005년 리듬 기타리스트였던 애덤 게이너가 공식적으로 밴드를 탈퇴하였다. 그 후, 멤버들은 서로 다른 사이드 프로젝트에 힘을 쏟고 있다. 롭 토머스는 솔로 음반 《...Something to Be》를 발매하여 성공을 거두었다.

## 음반 목록

### 정규 음반
- 《Yourself or Someone Like You》(1996년)
- 《Mad Season》(2000년)
- 《More Than You Think You Are》(2002년)
- 《North》(2012년)